# Johannes Keuchenthal
Johannes Keuchenthal (auch: Kochenthal, Küchenthäler; * um 1522 in Ellrich; † 1583 in Sankt Andreasberg) war ein deutscher evangelischer Theologe.

## Leben
Über den Werdegang von Keuchenthal ist nichts bekannt. Als gesichert gilt nur, dass er als erster evangelischer Prediger bereits 1552 Prediger in St Andreasberg geworden ist. Seine Vorfahren sollen aus dem schwäbischen Kochertal stammen. Er selbst hatte sich mit der Tochter eines Ellricher Ratsherrn Christiane Becker verheiratet, die 1577 an der Pest verstarb. Bei jener Pestepidemie starben auch seine beiden jüngsten Söhne und er selbst war ab jenem Zeitpunkt einem körperlichen Verfall ausgesetzt. Darum wurde 1578 der Schulrektor von St. Andreasberg ihm zur Bewältigung seiner Amtspflichten als Diakon zugestellt, der auch sein Amtsnachfolger wurde.
Obwohl im Evangelischen Gesangbuch (EG 29) das Lied "Den die Hirten lobten sehre" gelegentlich sein Name steht, hat dieses Lied nichts mit ihm zu tun. Zwar hat sich Keuchenthal mit dem evangelischen Liedgut beschäftigt, jedoch die Melodie stammt aus der Moosburger Graduale (1354–1360) und der Text erschien erstmals ins Deutsche übersetzt im Gesangbuch bei Georg Rhau. Vielmehr erlangte Keuchenthal Bedeutung durch die 1573 erschienene Zusammenstellung der reichhaltigsten und vollständigsten Sammlungen von Kirchengesängen. Dafür nutzte er unter anderem das Gesangbuch des Joseph Klug, des Valentin Bapst und der böhmischen Brüder. Zudem griff er auf die Sammlung von Johann Spangenberg, die Psalmodia von Lucas Lossius und anderen Autoren zurück.

## Werke
- Cantica vsurpata Olim in Fetis, qvibvs celebratur Memoria Nativitaatis et Resvrrectioanis Christi, et missionis Spiritus Sancti, & c. Ad vsvm pverorum Excusa…, Wittenberg 1560, Georg Rhau
- Kirchengesänge Lateinisch und Deutsch sampt allen Evangelien, Episteln und Collecten auff die Sonntage und Feste nach Ordnung der zeit durchs ganze Jahr …, Aus den besten Gesangbüchern und Agenden so fur die Evangelischen Kirchen in Deutscher sprach gestellet und verordnet sind zusammengebracht. Und jtzund ernstlich auff diese Form im Druck ausgegangen., Wittenberg 1573, Lorentz Schwenck
- Musae Sioniae Michaelis Praetorij C., Darinnen Deutsche Geistliche Psalmen und Lieder wie sie durchs gantze Jar in der Christlichen Kirchen gesungen werden, in den vier Ersten mit 8. und mehr: im folgenden den Fünfften und Sechsten Theilen aber Anderweit mit 2, 3, 4, 5, 6,7. Stimmen gesetzt befunden werden., Jena 1607, Christoff Lippold